# 안산시 을 (1996년 선거구)
안산시 을은 대한민국의 옛 국회의원 선거구이다. 당시 경기도 안산시의 일부 지역을 관할했다.

## 역사
제15대 국회의원 선거를 앞두고 안산시·옹진군 선거구에서 분리되면서 신설되었다.
2002년 11월, 안산시에 구제가 실시되면서 단원구가 설치되었다. 이에 제17대 국회의원 선거를 앞두고 안산시 단원구 갑, 안산시 단원구 을 선거구로 분할되면서 폐지되었다.

## 역대 국회의원
| 선거   | 정당 | 정당           | 의원   |
| ------ | ---- | -------------- | ------ |
| 1996년 |      | 새정치국민회의 | 천정배 |
| 2000년 |      | 새천년민주당   | 천정배 |

## 역대 선거 결과

### 대한민국 제15대 국회의원 선거
|  | 38.80% |

|  | 32.58% |

|  | 14.61% |

|  | 11.85% |

|  | 2.14% |

### 대한민국 제16대 국회의원 선거
|  | 49.45% |

|  | 35.49% |

|  | 8.37% |

|  | 5.21% |

|  | 1.45% |